# Peelrijt
De Peelrijt is waterloop in Noord-Brabant, die is ontstaan bij de ontginning van de Somerense Heide. Zij ligt in een voormalig veengebied dat ooit deel uitmaakte van de Peel. Het beekje stroomt door het Beuven, waarna zij verdergaat als Witte Loop. Om de toestroom van voedselrijk water uit de ontginningsgebieden naar het Beuven en de Strabrechtse Heide te voorkomen is een verbinding met de Kleine Aa gemaakt. Omdat het omleiden van het water tot verdroging leidde wordt deze nog maar bij uitzondering gebruikt.
In de plannen van de gemeente Someren voor recreatiegebied Heihorsten is een optie opgenomen om de Peelrijt tussen de Peelrijtweg en de Provinciale weg te laten meanderen door een nieuw aan te leggen golfbaan-complex. Deze plannen komen voort uit het proces van de reconstructie van het buitengebied. Ondertussen (2022) meandert de Peelrijt weer daadwerkelijk over het terrein van deze golfbaan.